# Gromada Ludu Polskiego Grudziąż
Gromada Ludu Polskiego Grudziąż – jedna z dwóch Gromad Ludu Polskiego, działająca w Anglii w latach 1835-1846. Wysuwała żądania likwidacji majątków ziemskich i przekazania ziemi chłopom.  
Powstała 30 października 1835 roku w Portsmouth. Jej pierwszą odezwę podpisało 138 dawnych członków Towarzystwa Demokratycznego Polskiego. Skupiała byłych chłopów-żołnierzy powstania listopadowego, którzy po jego upadku (od czerwca 1832 do października 1833 roku) więzieni byli w Twierdzy Grudziądz. Podobnie jak Gromada Humań domagała się likwidacji własności ziemi szlacheckiej i przekazania jej chłopom. Drogą do osiągnięcia tego celu miało być powstanie ludowe. Poparcie dla głoszonej idei równości braterskiej, Gromadzianie odnaleźli w Ewangelii, widząc w niej: pocieszycielkę-nadzieję wśród stanu ucisku i poniżenia, posiłkowali się również hasłami rewolucjonistów francuskich o równości, własności i wolności.
Gromadę nazwano Grudziąż na pamiątkę więzienia chłopów-żołnierzy przez władze pruskie w Grudziądzu.